# Мережева література
Мережева література (віртуальна література, інтернет-література) — різновид літературного мистецтва, який характеризується залежністю тексту від цифрового носія, а це своєю чергою надає можливість створення нелінійних, розгалужених структур і створює підґрунтя для залучення мультимедії в літературний текст.

## Історія зародження
Появі повноцінної мережевої літератури передував етап із середини 80-х рр., пов'язаний із виникненням персональних комп'ютерів як інструментів письменницької творчости, й до 1995 р., коли стрімке розповсюдження отримали «World Wide Web», протокол передачі даних «HTTP», мова гіпертекстової розмітки «HTML» і пов'язані з нею повноекранні браузери, що підтримують зображення і звук та дозволяють легко переходити з одного сайту на інший. Саме цими технічними інноваціями і зумовлено виникнення повноцінної мережевої літератури з усією жанровою різноманітністю.

## Інтернет як сприятлива зона для літератури
За висловом дослідниці Марії Костянтинової, «повністю замінити собою літературу інтернет не може, а от змінювати – уже почав». 
Науковець Сергій Корнєв окреслює шість основних рис, що характеризують сприятливість інтернету для літератури: 
1. «Інтернет – досить зручне з технічної точки зору середовище, ідеальне для публікації, поширення, обговорення, колективного створення текстів, середовище, куди рано чи пізно переміститься центр літературного життя».
2. «З появою інтернету істотно змінюється доля тексту в суспільстві. Той факт, що для публікації й широкого розповсюдження тексту не потрібно посередництво друкованого верстата, не потрібні гроші, влада і так далі, не тільки змінює весь ланцюжок владно-комерційних відносин, що стоять за літературою, але впливає на форму й зміст самих текстів».
3. «У мережі зовсім по-іншому має вигляд фігура автора й звичні відносини між автором і читачем. З огляду на безмежні можливості містифікації й множення «віртуальних особистостей», «автор» в інтернеті перетворюється ледве не на особливий жанр літературної творчості. Крім того, в мережі зменшується, а іноді й взагалі зникає статусна дистанція між автором і читачем, що неминуче позначається на них обох».
4. «Інтернет дає комфортні умови для розквіту раніше маргінальних жанрів і типів літературної творчости. Він переносить акцент із продукту на процес творчости й у перспективі приводить до народження принципово нової фігури – «активного читача», давньої мрії інтелектуалів XX століття».
5. «Скасовуючи владу друкованого верстата, зокрема й у її позитивних, конструктивних аспектах, інтернет виступає як джерело небезпеки, як носій потенційно деструктивного початку, втіленням якого є інтернетівський гіпертекст. У гіпертекстовому середовищі інтернету відбувається часткова автодеконструкція будь-якого тексту».
6. «Інтернет знаменує собою саме завершення постмодерну в літературі, а не просте втілення його проєктів у зручному для цього технічному середовищу. Скасовуючи в літературі модерн, тобто вичищаючи сліди друкованого верстата і єдиного історичного часу, інтернет разом із цим скасовує й постмодерн як останню, завершальну фазу модерну. Інтернет у концептуальному плані повертає нас до премодерністської епохи».[2]

## Поняття «мережева література»
Якщо російські теоретики майже одностайно використовують для означення поняття «мережева література», то за кордоном побутують терміни «електронна література» (Н. Кетрін Хейлс), «цифрове розповідання» (Б. Александер), «гіпертекстова література» (Е. Белл). Попри всі розбіжності йдеться про одне й те саме явище — тексти, що створені в мережі і тільки там можуть бути адекватно сприйняті, оскільки їхніми відмінними рисами є нелінійність, мультимедійність, інтерактивність. Оскільки ці якості зараз цілком і повністю пов'язані з мережею як середовищем буття такої літератури, на думку українських теоретиків, найобґрунтованішим поняттям усе ж є саме «мережева література».

## Класифікація
Типологія мережевої літератури американської дослідниці Н. Кетрін Хейлс:
- гіпертекстова література: текст складається із фрагментів, між якими читач може «ходити за посиланнями» у більш-менш довільному порядку;
- мережева література: те саме, але з додатковими гіперпосиланнями, які дозволяють додавати до наративу візуальні й звукові об'єкти, статті енциклопедій та ін.;
- інтерактивна література: жанр на межі між власне літературою й комп'ютерною грою, в якій читач може вибирати подальший розвиток наративу;
- «локативний наратив», інтегрований до навігаційного прибору типу GPS-навігаторів: оповідання з прив'язкою до місця, де перебуває читач/слухач;
- «інстальовані фрагменти» (installation pieces): тексти, що виникають перед читачем під час блукання віртуальною реальністю, наприклад у комп'ютерній грі, відеоперформансі чи інсталяції;
- «програмно-літературні коди» (codework): твори, написані машинно-людською мовою, які можуть бути одночасно прочитані людиною та використані як комп'ютерна програма;
- генеративне мистецтво: твори, написані за авторським алгоритмом;
- «flash-поезія»: синтез поезії і мультиплікації.[1]

## Мережева література в Україні
Кілька українських видавництв та періодичних видань розпочали публікації текстів мережевої літератури. Серед найважливіших публікацій є такі книги, як: «Вісім. Жіноча мережева проза», «Антологія українського самвидаву. 2000-2004» (видавництво «Буква і Цифра»), «Digital Романтизм» (ТОВ «Гамазин»), «#Чуєш, коли приїдеш додому?» (видавництво «Astrum») тощо. Ці книги, як визнають самі видавці та автори — передрук публікованих текстів на спеціальних загально доступних сайтах, блогах, форумах.

## Наукові дослідження в Україні
Вивченням мережевої літератури займаються вчені різних галузей — від філософії до технічних наук, проте з появою цього літературного різновиду виникає і спеціальна наукова галузь — комп'ютерна гуманітаристика, до сфери діяльності якої входить вивчення філософських, мистецьких, соціологічних, політологічних аспектів впровадження цифрових технологій до людської діяльності.
В Україні з проблем, близьких до мережевої літератури, захищено дві кандидатські дисертації:
- Завадський Ю. Р. Типологія та поетика мережевої літератури і сучасне західне літературознавство (Тернопільський національний педагогічний університет ім. В.Гнатюка, 2006 рік. Спеціальність: 10.01.06 — теорія літератури).
- Захарченко А. П. Виникнення та розвиток медіа-мистецтв у системі масової комунікації (Київський національний університет імені Тараса Шевченка, 2009 рік. Спеціальність: 27.00.01 — теорія та історія соціальних комунікацій).